# Świadkowie Jehowy w Surinamie

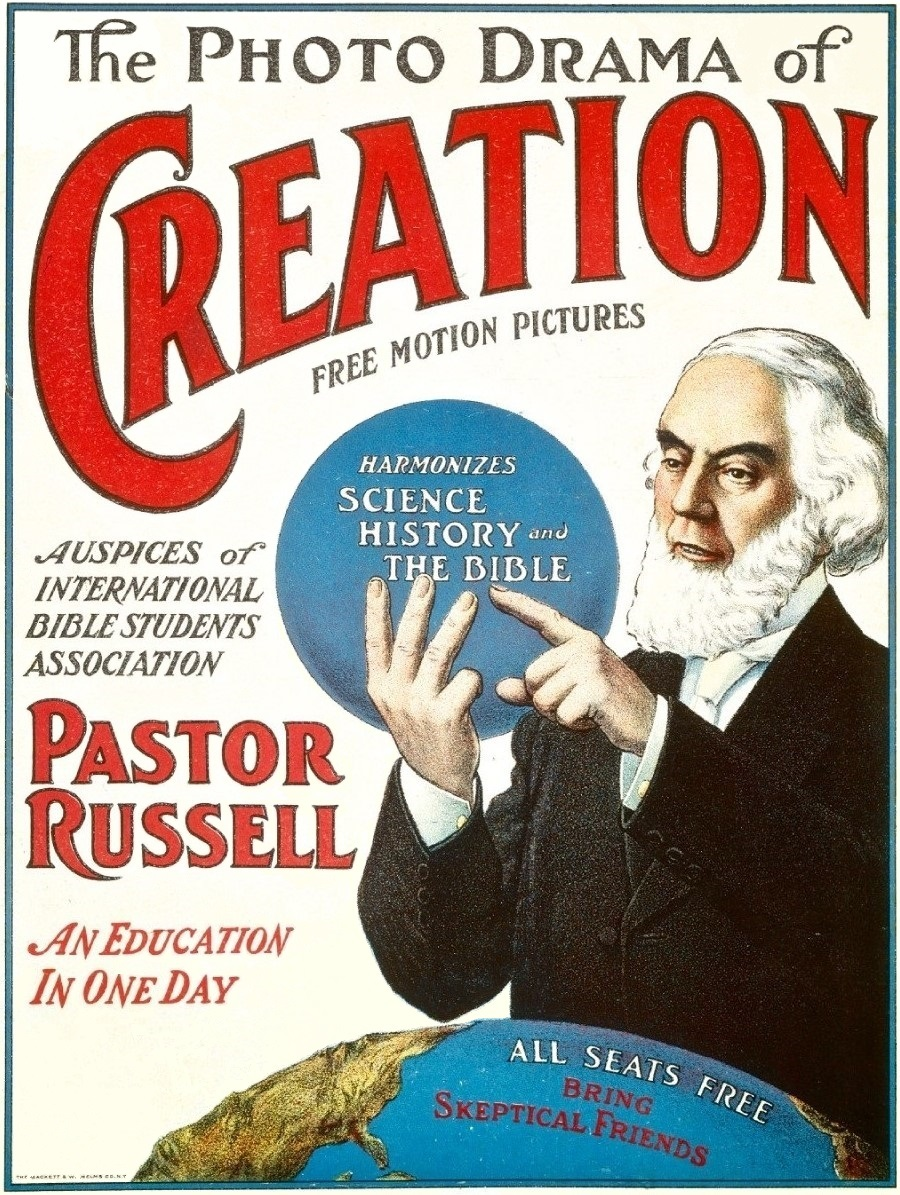
W 1920 roku w kraju rozpoczęto wyświetlanie Fotodramy stworzenia

Świadkowie Jehowy w Surinamie – społeczność wyznaniowa w Surinamie, należąca do ogólnoświatowej wspólnoty Świadków Jehowy, licząca w 2023 roku 3397 głosicieli, należących do 55 zborów. Na dorocznej uroczystości Wieczerzy Pańskiej w 2023 roku zgromadziło się 9970 osób. Działalność miejscowych głosicieli koordynuje Biuro Oddziału w Paramaribo.

## Historia
W 1903 roku z Gujany powrócił niejaki Herbonnet, który tam został Badaczem Pisma Świętego i wkrótce założył pierwszą grupę zainteresowanych. W 1920 roku w całym kraju wyświetlano film Fotodrama stworzenia. 
Na początku lat 30. XX wieku w trakcie podróży misjonarskiej Surinam odwiedził George Young.
W 1946 roku kraj odwiedzili Nathan H. Knorr i Frederick W. Franz, oraz pierwsi misjonarze Biblijnej Szkoły Strażnicy – Gilead. Zorganizowano pierwszy kongres w Surinamie – pod hasłem „Weselące się narody”. Otworzono również Biuro Oddziału.
W 1950 roku w kraju działało 67 głosicieli, a dwa lata później ponad 100. W 1952 roku otwarto pierwszą Salę Królestwa. W latach 50. XX wieku w kraju wyświetlano film Społeczeństwo Nowego Świata w działaniu. W 1956 roku zanotowano liczbę ponad 200 głosicieli, a 11 lat później było ich już 500.
W latach 1961–1991 państwowa rozgłośnia nadawała cotygodniowy 15-minutowy program o wierzeniach Świadków Jehowy.
W 1975 roku w kraju zorganizowano specjalne kursy nauki i czytania dla analfabetów. Rok później otwarto pierwszą w kraju Salę Zgromadzeń. W 1976 roku za pomocą specjalnej łodzi Noe rozpoczęto prowadzenia działalności kaznodziejskiej w miejscach położonych w głębi kraju.
W latach 1977–1980 wielu głosicieli opuściło kraj ze względów ekonomicznych. W roku 1985 przekroczono liczbę 1000 głosicieli. W roku 1986 wybuchła wojna domowa, wskutek czego kilkuset głosicieli ze wschodniej części kraju musiało uciekać do sąsiedniej Gujany Francuskiej.
W 1995 roku otwarto nowe Biuro Oddziału. W 2000 roku przekroczono liczbę 2000 głosicieli, w roku 2014 było ich ponad 2830. W 2011 roku wydano Pismo Święte w Przekładzie Nowego Świata w języku srańskim. Wcześniej, w 2005 roku wydano w tym języku Chrześcijańskie Pisma Greckie w Przekładzie Nowego Świata (Nowy Testament).
W 2019 roku delegacja z Surinamu wzięła udział w kongresie międzynarodowym pod hasłem „Miłość nigdy nie zawodzi!” w Brazylii oraz w Holandii. W 2022 roku działało 3649 głosicieli
.
13 sierpnia 2023 roku Roy Zeeman z Komitetu Oddziału w Surinamie ogłosił wydanie czterech Ewangelii w języku aukan. W Surinamie działa 8 zborów tego języka. Ze specjalnego programu, który odbył się w Sali Zgromadzeń w Paramaribo skorzystało 2713 osób, dodatkowo 691 osób oglądało transmisję w Gujanie Francuskiej i we Francji. W 2024 roku delegacja z Surinamu brała udział w kongresie specjalnym pod hasłem „Głośmy dobrą nowinę!” w Dominikanie.
Zebrania zborowe odbywają się w językach: angielskim, aukan, chińskim (mandaryńskim), kreolskim (Haiti), niderlandzkim, portugalskim (Brazylia), saramakańskim, srańskim i surinamskim migowym.
Kongresy odbywają się w językach: angielskim, aukan, niderlandzkim, saramakańskim i srańskim.
Miejscowe Biuro Oddziału nadzoruje tłumaczenie literatury biblijnej na pięć języków, w tym również na surinamski język migowy.